# Camponotus gambeyi
Camponotus gambeyi é uma espécie de inseto do gênero Camponotus, pertencente à família Formicidae.